# Zonnefysica
Zonnefysica is het deel van de astronomie dat zich bezighoudt met onderzoek aan de Zon. Het is een vorm van astrofysica, maar heeft een eigen naam vanwege de unieke positie van de Zon. De ster die het dichtstbij de Zon staat, Proxima Centauri, staat ongeveer 270.000 keer zo ver weg van de Aarde als de Zon, dus kunnen wij de Zon in groter detail waarnemen dan elke andere ster. Het is alleen met de modernste techniek mogelijk andere sterren als een klein schijfje te zien in plaats van alleen maar een lichtpuntje. Daardoor kunnen veel soorten waarnemingen die routineus van de Zon worden gemaakt, niet ook van de sterren worden gemaakt, en kunnen veel verschijnselen niet voor de sterren maar voor de Zon wel worden onderzocht. Onderzoek van de Zon is bijvoorbeeld goed geschikt voor het onderzoek naar de aggregatietoestand plasma.
Instrumenten die geschikt zijn voor het bestuderen van de Zon zijn meestal niet geschikt voor het bestuderen van sterren en andersom. Een groot probleem met het doen van waarnemingen aan de Zon is dat de Zon de instrumenten, de omgeving en de atmosfeer verhit. Er komt zoveel licht en daarmee warmte van de Zon het instrument in dat de ontwerper veel moeite moet doen om de ontvangen straling af te voeren omdat het instrument anders smelt.
De hitte van de Zon laat de lucht ook 'trillen', zoals is te zien in de verte boven een warme asfaltweg. Deze seeing laat ook het beeld van de Zon in de telescoop trillen en daarmee vervagen de kleinste details van het beeld van de Zon. Zelfs als het buiten helemaal niet zo heet lijkt heeft de zonnefysicus hier last van, want de telescoop vergroot alles, dus ook de kleinste trillingen.